# Крістен Гаґер
Крістен Гаґер (англ. Kristen Hager; нар. 2 січня 1984, Ред-Лейк, Онтаріо, Канада) — канадська кіно- та телеакторка. Відома за ролями у фільмах «Чужі проти Хижака: Реквієм» (2007), «Особливо небезпечний» (2008).

## Життєпис
Крістен Гаґер народилася 2 січня 1984 року в місті Ред-Лейк, Онтаріо. Вона має шведське походженням. Ще у юному віці вирішила стати акторкою.
Її дебют на телебаченні відбувся у 2005 році на каналі «Lifetime» у міні-серіалі «Пляжні дівчата», де вона зіграла одну з головних ролей. Рік по тому вона з'явилася в серіалі «Втікачі».
2007 року відбувся кінодебют Крістен Гаґер в біографічній драмі американського режисера незалежного кіно Тодда Гейнса «Мене там немає», у якому йдеться про життя Боба Ділана. У цьому ж році вона зіграла одну з найпомітніших ролей у своїй кар'єрі — Джессі у фантастичному бойовику Коліна та Ґреґа Штраусів «Чужі проти Хижака: Реквієм», продовженні «Чужий проти Хижака».
У 2008 році Гаґер зіграла Кеті у фільмі «Особливо небезпечний», Еймі Лінден в телевізійному фільмі «Вбивство та пам'ять» та у комедійному серіалі Саймона Енніса «Цей світ не такий уже й поганий» в ролі Кукі Де Вітт. Наступного року Крістен знялася в ролі Адель Емонд у канадському серіалі «Дикі троянди».
У 2011 році вона з'явилася в американській версії британського телесеріалу «Бути людиною» у ролі Нори Сарджент.
За роль Сари у фільмі «Трохи зомбі» у 2012 році Крістен отримала премію Канадського міжнародного кінофестивалю «Rising Star Award». Наступного року зіграла Джулі Дір у романтичній комедії Джеремаї С. Чечика «Кохаю твою дружину».
У серіалі «Ґотем», 2015 року, зіграла роль Нори Фріз, дружини містера Фріза.
У 2018 році Крістен Гаґер зіграла роль Ребеки у канадському науково-фантастичному фільмі Клара.

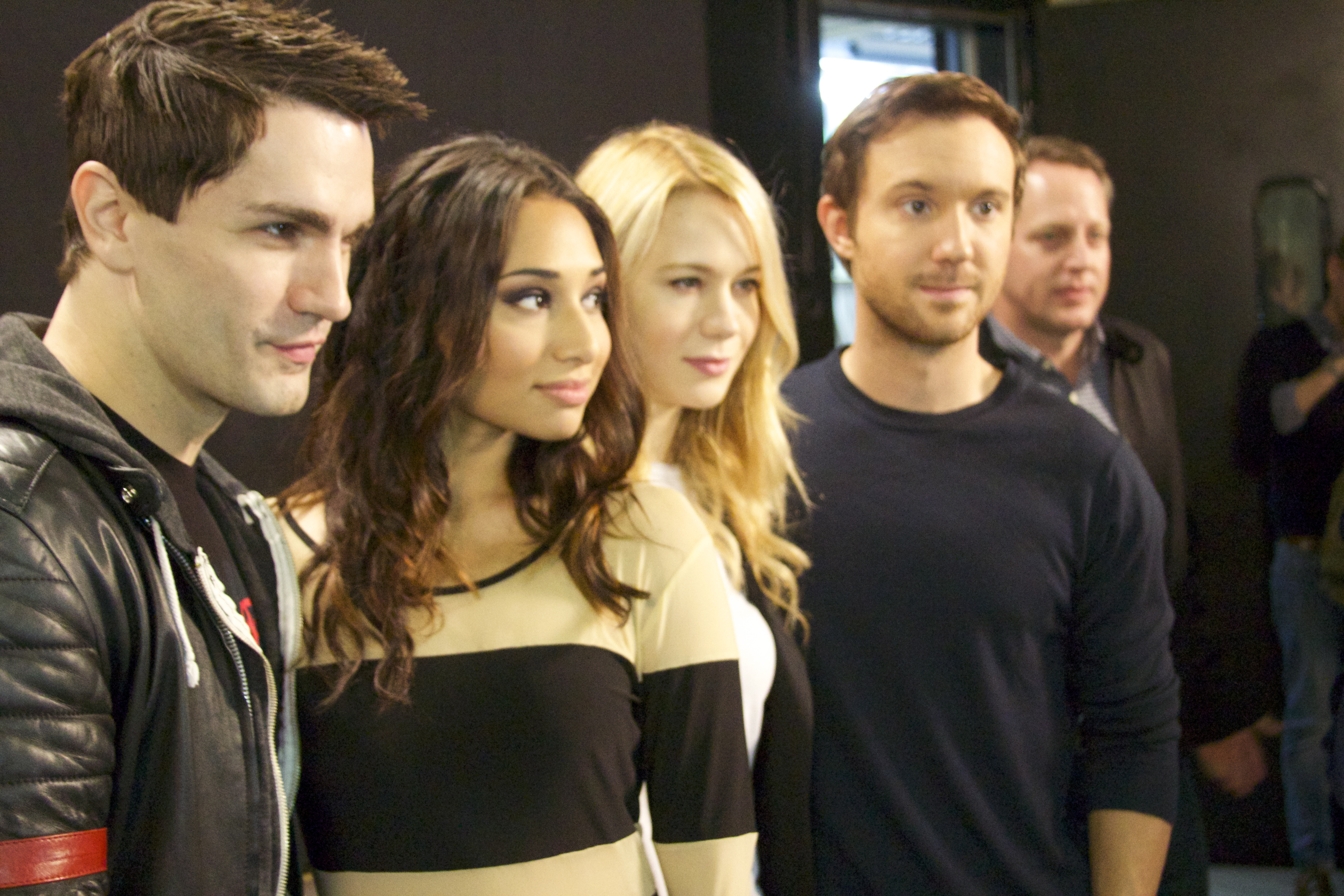
День преси на каналі Syfy, 2013 рік

## Фільмографія

### Фільми
| Рік  | Назва (укр.)                    | Назва (англ.)                | Роль                | Нотатки                    |
| ---- | ------------------------------- | ---------------------------- | ------------------- | -------------------------- |
| 2007 | Мене там немає                  | I'm Not There                | Мона / Поллі        |                            |
| 2007 | Чужі проти Хижака: Реквієм      | Aliens vs. Predator: Requiem | Джессі Салінджер    |                            |
| 2008 | Особливо небезпечний            | Wanted                       | Кеті, дівчина Веслі |                            |
| 2009 | Цей світ не такий уже й поганий | You Might as Well Live       | Кукі Де Вітт        |                            |
| 2009 | Леслі, моє ім'я зла             | Leslie, My Name Is Evil      | Леслі Ван Гаутен    |                            |
| 2011 | Кохання через смс               | Textuality                   | Дені                |                            |
| 2011 | Сервітут                        | Servitude                    | Джені               |                            |
| 2012 | Трохи зомбі                     | A Little Bit Zombie          | Сара                | Премія «Rising Star Award» |
| 2013 | Кохаю твою дружину              | The Right Kind of Wrong      | Джулі Дір           |                            |
| 2014 | Цирульник                       | The Barber                   | Одрі Беннет         |                            |
| 2015 | Життя                           | Life                         | Вероніка            |                            |
| 2016 | В ембріоні                      | In Embryo                    | Лілі                |                            |
| 2018 | Клара                           | Clara                        | Ребека              |                            |

### Телебачення
| Рік       | Назва (укр.)                        | Назва (англ.)                     | Роль                                    | Нотатки                   |
| --------- | ----------------------------------- | --------------------------------- | --------------------------------------- | ------------------------- |
| 2005      | Рецепт ідеального Різдва            | Recipe for a Perfect Christmas    | Морґан                                  | Телефільм                 |
| 2005      | Пляжні дівчата                      | Beach Girls                       | Скай                                    | Головна роль, 6 епізодів  |
| 2006      | Втеча                               | Runaway                           | Кайлі                                   | 9 епізодів                |
| 2007      | Вершник з вулиці Сент-Урбан         | St. Urbain's Horseman             | Інґрід                                  | Мінісеріал                |
| 2008      | Файли Дрездена                      | The Dresden Files                 | Поллі                                   |                           |
| 2008      | Софі                                | Sophie                            | Міріам Кембридж                         |                           |
| 2008      | Вбивство та пам'ять                 | Of Murder and Memory              | Еймі Лінден                             | Телефільм                 |
| 2009      | Дикі троянди                        | Wild Roses                        | Адель Емонд                             | 7 епізодів                |
| 2009      | Той, що читає думки                 | The Listener                      | Ганна Сокур                             |                           |
| 2009      | Вальмонт                            | Valemont                          | Меґґі Ґрачен / Софі Філдс               | Мінісеріал                |
| 2009      | Війна у кампусі                     | Sorority Wars                     | Гізер                                   | Телефільм                 |
| 2010      | C.S.I.: Місце злочину Маямі         | CSI: Miami                        | Меліса Волс                             |                           |
| 2010      | Зв'язки, які пов'язують             | Ties That Bind                    | Рейчел Томас                            | Телефільм                 |
| 2011–2014 | Бути людиною                        | Being Human                       | Нора Сарджент / Нора Левісон / Нора Рід | Головна роль, 39 епізодів |
| 2011      | Морська поліція: Лос-Анджелес       | NCIS: Los Angeles                 | Стар                                    | Епізод «Племінники»       |
| 2014      | Без назви. Проект Маямі             | Untitled Miami Project            | Луан                                    | Пілотний епізод           |
| 2015      | Супротивники                        | The Adversaries                   | Джесс Фішер                             | Пілотний епізод           |
| 2015      | Простір                             | The Expanse                       | Аде Ніґард                              | 2 епізоди                 |
| 2015      | Майстри сексу                       | Masters of Sex                    | Ізабелла Річчі                          |                           |
| 2016      | Ґотем                               | Gotham                            | Нора Фріз                               | 2 епізоди                 |
| 2017      | Клан Кеннеді: Після Камелот         | The Kennedys: After Camelot       | Джоан Беннет Кеннеді                    | 4 епізоди                 |
| 2017      | Закон і порядок: Спеціальний корпус | Law & Order: Special Victims Unit | Еббі Кларк                              |                           |
| 2018      | Морська поліція: Новий Орлеан       | NCIS: New Orleans                 | Едріан Коннер                           |                           |
| 2018      | Кондор                              | Condor                            | Мей Барбер                              | Головна роль              |
| 2018      | Турецька чаша                       | The Turkey Bowl                   | Джен                                    | Постпродукція             |
| 2021      | Медики Чикаго                       | Chicago Med                       | Стіві Гаммер                            | Головна роль              |
| 2025      | Форс-мажори: Лос Анджелес           | Suits: L.A.                       | Валері Томпсон                          | 3 епізоди                 |